# پیتر گورینگ
پیتر گورینگ (انگلیسی: Peter Goring؛ ۲ ژانویه ۱۹۲۷ – دسامبر ۱۹۹۴) بازیکن فوتبال اهل انگلستان بود.
از باشگاه‌هایی که در آن بازی کرده‌است می‌توان به باشگاه فوتبال چلتنهام تاون، باشگاه فوتبال بوستون یونایتد، و باشگاه فوتبال آرسنال اشاره کرد.